# Catch the Fair One – Von der Beute zum Raubtier
Catch the Fair One – Von der Beute zum Raubtier (Originaltitel Catch the Fair One) ist ein Thriller von Josef Kubota Wladyka, der am 13. Juni 2021 beim Tribeca Film Festival seine Premiere feierte und im Januar 2023 in die deutschen Kinos kam.

## Handlung
Nach dem mysteriösen Verschwinden ihrer Schwester plant eine indianische Boxerin ihre eigene Entführung, um sie zu finden. Sie will sich die Befehlskette hinaufarbeiten, um an den Verantwortlichen zu gelangen.

## Produktion
Regie führte Josef Kubota Wladyka, der auch das Drehbuch schrieb. Die Filmmusik komponiert Nathan Halpern. Das Soundtrack-Album mit insgesamt 19 Musikstücken wurde am 11. Februar 2022 von Lakeshore Records als Download veröffentlicht.
Die Boxweltmeisterin Kali Reis spielt in der Hauptrolle Kaylee. Die Native American wurde 1986 in Providence, Rhode Island, geboren und ist das jüngste von fünf Kindern. Reis und ihre Geschwister wurden von ihrer Mutter in East Providence alleine großgezogen. Diese ist die Medizinfrau ihres Stammes der Seaconke Wampanoag und hat Cherokee- und Nipmuc-Vorfahren. Ihr Vater stammt von den Kapverden. Reis begann im Alter von 14 Jahren mit dem Boxen in Manfredos Fitnessstudio in Pawtucket und wurde von einem Freund ihrer Mutter, Domingo Talldog, trainiert. Ihr Geld verdiente Reis nicht nur als Boxerin, sondern auch als Schauspielerin, Türsteherin, Sicherheitskraft, Motivationstrainerin und Motorradmechanikerin. Sie ist eine aktive Unterstützerin der Bewegung für vermisste und ermordete indigene Frauen und Mädchen (MMWIG) und trainiert Jugendliche im Boxen. Im Jahr 2012 wurde Kali in einen schweren Motorradunfall verwickelt, weshalb sie pausieren musste. Am 12. November 2014 gewann Reis in einem Kampf gegen Teresa Perozzi den IBA-Titel. Im April 2016 gewann Reis in einem Kampf in Neuseeland gegen Maricela Cornejo den WBC-Weltmeistertitel im Mittelgewicht.
Die Premiere erfolgte am 13. Juni 2021 beim Tribeca Film Festival. Im Vorfeld des Festivals stieg Mollye Asher mit Memento International in das Projekt ein. Im August 2021 wird der Film beim Fantasia International Film Festival vorgestellt. Anfang September 2021 wurde er beim Festival des amerikanischen Films in Deauville im Hauptwettbewerb vorgestellt. Im März 2022 wurde er beim Glasgow Film Festival gezeigt. Der Kinostart in Deutschland erfolgte am 26. Januar 2023.

## Rezeption

### Altersfreigabe und Kritiken
In Deutschland wurde der Film von der FSK ab 16 Jahren freigegeben. In der Freigabebegründung heißt es, der Film konzentriere sich in düsterer Atmosphäre und mit harter, realistischer Milieuschilderung auf die Perspektive der Hauptfigur, die ambivalent als verzweifelte Rächerin gezeichnet ist. Einzelne eruptive Gewaltmomente sowie die Darstellung sexuellen Missbrauchs stellten für 16-Jährige zwar eine Herausforderung dar, könnten aber auf der Basis ihrer Lebens- und Medienerfahrung verarbeitet werden. Die Einhaltung der Opferperspektive und die deutlich kritische Haltung des Films zur Selbstjustiz ermöglichten Jugendlichen ab 16 Jahren die Auseinandersetzung mit dessen Themen, ohne dass die Gefahr einer sozialethischen Desorientierung oder Desensibilisierung besteht.
Bislang sind 92 Prozent der bei Rotten Tomatoes aufgeführten Kritiken positiv bei einer durchschnittlichen Bewertung mit 7,3 von 10 möglichen Punkten.
Thorsten Hanisch schreibt bei Filmstarts, genauso wie drauf verzichtet wurde, die Actionszenen zu überzeichnen, wurde auch bei den Widersachern auf künstliche Dämonisierungen verzichtet. Die Verbrecher seien eher normale, gewöhnliche Typen. Am stärksten komme Josef Kubota Wladykas Ansatz aber in einer Szene zur Geltung, über die thematisch verwandte Filme gerne stolpern, so Hanisch: „Als Kaylee in einer schummrigen Wohnung eines Bandenmitglieds unter Drogen gesetzt wird und sich fast ganz ausziehen muss, wirkt das alles andere als irgendwie 'geil', sondern tatsächlich abgründig und unangenehm. Nacktsein heißt hier nichts anderes als maximale Schutzlosigkeit und eben genau dieses der Figur in diesem Moment durch und durch gehende Unbehagen vermittelt Reis durch ihr Schauspiel extrem gut.“ Lediglich in den letzten Minuten rutsche der sonst so um Ernsthaftigkeit bemühte Film kurz ins Sensationalistische und greife unvermittelt auf einen Splattereffekt zurück, der aber wiederum so überraschend, so effektiv platziert worden sei, dass das nicht weiter ins Gewicht falle. Wladykas Regie sei ein Musterbeispiel an Effizienz, keine Szene, kein Dialog sei zu viel, und alles sei auf den Punkt. Allerdings erwarte man von einem Film, der ganz deutlich mehr sein will als reiner Eskapismus, dann doch etwas mehr inhaltliche Tiefe, und so werde die große Problematik, die hier thematisiert wird, nämlich die Gewalt gegen indigene Frauen und Mädchen, kaum wirklich greifbar.

### Auszeichnungen
Bentonville Film Festival 2021
- Nominierung im Narrative Features Competition[13]

Calgary International Film Festival 2021
- Nominierung im International Narrative Competition[14]

Festival des amerikanischen Films 2021
- Nominierung im Hauptwettbewerb (Josef Kubota Wladyka)[8]

Gotham Awards 2022
- Nominierung als Beste Nachwuchsdarstellerin (Kali Reis)[15]

Independent Spirit Awards 2022
- Nominierung als Beste Hauptdarstellerin (Kali Reis)[16]

Internationales Filmfestival Warschau 2021
- Nominierung für den 1-2 Award[17]

Tribeca Film Festival 2021
- Nominierung im U.S. Narrative Competition
- Auszeichnung mit dem Publikumspreis – Narrative[18][19]